# Huervo (sierra)
La Sierra del Huervo, es una sierra, junto a la costa noroccidental de Cantabria, y se extiende por 6,16 km desde Tagle hasta Puerto Calderón, sufriendo una prolongación aún mayor que sigue desde Oreña hasta la Cordillera Cantábrica, aunque ésta no tiene nombre oficial. 
Pasando por ella se sitúan las localidades de Oreña, Arroyo, Ubiarco, Yuso, Puente Avíos y Tagle (Parcialmente). 
Su cota máxima es de 275 m de altitud en el pico de homónimo nombre. El pico más destacado es Montealegre 237 m, pues en él se sitúa el`Mirador de Ubiarco’, un pequeño puerto de montaña que se sitúa a 189 m de altura, siendo este acceso más importante a la localidad de dicho nombre. 
En el Monte del Huervo, en la cima de este se encuentra el Castro de El Cincho, un antiguo castro de posible origen celta justo en lo más alto, junto a un vértice geodésico que marca 273,9 m.
```
La sierra posee varios bosques y arboledas, en su mayoría de Eucalipto y Pino Atlántico, así también como fuentes y pequeños manantiales, siendo uno de ellos el origen del 
Arroyo Rabió
, que desembocará en la 
playa de Santa Justa
 (
Ubiarco
).
```

- Datos: Q130101447